# Луїс Кіньйонес
Луїс Енріке Кіньйонес (ісп. Luis Enrique Quiñones, нар. 26 червня 1991, Калі) — колумбійський футболіст, нападник мексиканського клубу «УАНЛ Тигрес».

## Клубна кар'єра
У дорослому футболі дебютував 2012 року виступами за команду «Патріотас», в якій того сезону взяв участь у 3 матчах чемпіонату, після чого по сезону провів у інших колумбійських командах «Ріонегро Агілас», «Атлетіко Хуніор» та «Санта-Фе».
В кінці 2015 року Кіньйонес перейшов у мексиканський «УАНЛ Тигрес», який відразу віддав гравця в оренду в «УНАМ Пумас» до кінця сезону 2015/16. По його завершенні Луїс повернувся до «тигрів», з якими виграв чемпіонат Мексики 2016/17, але основним гравцем не був, забивши лише 1 голу в 19 іграх турніру, тому протягом 2017—2019 років знову виступав на правах оренди, цього разу за клуби «Лобос БУАП» та «Толука».
На початку 2019 року Кіньйонес повернувся в «УАНЛ Тигрес» з яким удруге став чемпіоном у тому ж році, а наступного виграв і Лігу чемпіонів КОНКАКАФ. Це дозволило футболісту з командою поїхати на клубний чемпіонат світу в Катарі, де Кіньйонес зіграв в усіх трьох матчах і став з мексиканцями віце-чемпіоном світу. Станом на 12 лютого 2021 року відіграв за монтеррейську команду 61 матч в національному чемпіонаті.

## Виступи за збірну
23 березня 2017 року провів свій єдиний матч у складі національної збірної Колумбії в грі відбору на чемпіонат світу 2018 року проти Болівії, замінивши на 34 хвилині травмованого Луїса Мур'єля.

## Титули і досягнення

### Командні
- Переможець Суперліги Колумбії (1):

«Санта-Фе»: 2015
- Чемпіон Мексики (3):

«УАНЛ Тигрес»: Апертура 2016, Клаусура 2019, Клаусура 2023
- Володар Суперкубка Мексики (2):

«УАНЛ Тигрес»: 2016, 2023
- Переможець Ліги чемпіонів КОНКАКАФ (1):

«УАНЛ Тигрес»: 2020
- Володар Південноамериканського кубка (1):

«Санта-Фе»: 2015

### Індивідуальні
- У символічній збірній Ліги чемпіонів КОНКАКАФ: 2019[1], 2020[2]

| Дата      | Місто       | Господарі | Результат | Гості   | Турнір            | Голи | Примітки |
| --------- | ----------- | --------- | --------- | ------- | ----------------- | ---- | -------- |
| 23-3-2017 | Барранкілья | Колумбія  | 1 – 0     | Болівія | Відбір до ЧС 2018 | -    | 34'      |
| Усього    |             | Матчів    | 1         |         | Голів             | 0    |          |